# Bunuri mobile din domeniul artă plastică clasate în patrimoniul cultural național al României aflate în județul Buzău
Acestă listă conține bunurile mobile din domeniul artă plastică clasate în Patrimoniul cultural național al României aflate la momentul clasării în județul Buzău.

## Tezaur
| Foto | Informații generale                                              | Detalii tehnice                                                                            | Descriere | Deținător                                      | Legături |
| ---- | ---------------------------------------------------------------- | ------------------------------------------------------------------------------------------ | --- | ---------------------------------------------- | -------- |
|      | Vase în port Autor: Iorgulescu-Yor, Petre                        | Dimensiuni: 46,6x57,8 cm Material: ulei pe carton                                          | Două vapoare ancorate în port. Cel din stânga este surprprins din lateral, în timp ce al doilea este văzut frontal. În spatele acestuia se disting siluetele unor clădiri. Suprafața apei este redată în tonuri verzui-albăstrui. Cerul este înnorat, întreaga atmosferă sugerând lăsarea serii. Semnat dreapta jos, cu negru: „P. Iorgulescu-Yor”. | Muzeul Municipal Râmnicu Sărat, Râmnicu Vâlcea | Cimec    |
|      | Piața Națiunii Autor: Mützner, Samuel                            | Dimensiuni: 92,5x73,4 cm Material: ulei pe pânză                                           | Aspect din Piața Națiunii din București. Compoziția este dominată de tarabele țăranilor, în jurul cărora se află o mulțime de personaje, surprinse în diverse ipostaze. În fundal, în spatele unor copaci cu coroanele îngălbenite se zărește turla unei biserici. În stânga lucrării, se zărește un colț din hala pieții. Minuțiozitatea cu care sunt redate personajele, cromatica bogată crează o atmosferă de forfotă specifică unei piețe. Semnat stânga jos, cu albastru: „S. Mutzner”. | Muzeul Municipal Râmnicu Sărat, Râmnicu Vâlcea | Cimec    |
|      | Țigănci florărese Autor: Steriadi, Jean Alexandru                | Datare: 1904 Dimensiuni: 74,5x64,5 cm Material: ulei pe pânză                              | Două țigănci florărese. Amândouă sunt îmbrăcate în costume specific țigănești. Cea aflată în picioare are un coș pe brațul stâng, purtând o bluză roșie și o fustă cu șorț bogat colorat. Pe cap are o broboadă neagră cu flori. Cealaltă, îmbrăcată cu bluză albastră și fustă roșie, ține în mâna dreaptă o țigară. Fundalul pe care se proiectează cele două personaje este gri-verzui. Semnat și datat stânga sus, cu brun: „Jean Al. Steriadi, 1904”.                                    | Muzeul Municipal Râmnicu Sărat, Râmnicu Vâlcea | Cimec    |
|      | Diguri la Marea Neagră Autor: Popescu, Ștefan                    | Dimensiuni: 50x64,5 cm Material: ulei pe carton                                            | Peisaj marin. În partea dreaptă a lucrării se întinde marea, de un albastru profund, iar în cea stângă se vede țărmul pe care se ridică câteva construcții. Semnat stânga jos, cu negru: „St. Popescu”. Pe verso însemnare autografă: „Acest tablou este făcut de mine în 1947, împreună cu altul mai mic (0,35x0,27), ultimele tablouri ale carierei mele. 8 feb.1948”. | Muzeul Municipal Râmnicu Sărat, Râmnicu Vâlcea | Cimec    |
|      | Pod la Băneasa Autor: Iorgulescu-Yor, Petre                      | Dimensiuni: 40x48 cm Material: ulei pe carton                                              | Pod din metal cu balustradă, care se sprijină pe două picioare de zidărie de cărămidă roșie, boltite la bază. Pe sub pod trece o apă, iar de o parte și de alta a acesteia, pe maluri, multă vegetație. Podul se profilează pe un cer senin, alb-albăstrui. Semnat dreapta sus, cu negru: „Yor”. | Muzeul Municipal Râmnicu Sărat, Râmnicu Vâlcea | Cimec    |
|      | Natură statică cu umbrelă și porumb Autor: Iorgulescu-Yor, Petre | Dimensiuni: 40,5x48 cm Material: ulei pe carton                                            | Pe o draperie alb-albastră, care cade pe o masă roșie, se află un coș de nuiele răsturnat, din care par a fi căzut doi știuleți de porumb. În partea dreaptă, de acest coș stă sprijinită o umbrelă japoneză verde, având pe ea un model decorativ roșu. Semnat dreapta sus, cu albastru: „Yor”. | Muzeul Municipal Râmnicu Sărat, Râmnicu Vâlcea | Cimec    |
|      | Interior de curte dobrogeană Autor: Iorgulescu-Yor, Petre        | Dimensiuni: 37x40,5 cm Material: ulei pe carton                                            | Casă galbenă cu acoperiș roșu, flancată în față de doi copaci. În spatele unui gard se mai zăresc doi pomi. În fața casei se mai află o construcție. În fundal se distinge cerul de un albatru profund. Semnat stânga jos, cu negru: „P. Iorgulescu-Yor”. | Muzeul Municipal Râmnicu Sărat, Râmnicu Vâlcea | Cimec    |
|      | Cap de turc Autor: Iorgulescu-Yor, Petre                         | Dimensiuni: 48x39,9 cm Material: ulei pe carton                                            | Portretul unui turc tânăr, purtând pe cap un fes roșu. Băiatul este îmbrăcat cu o haină portocalie, sub care se distinge cămașa albă cu buline albastre. Fundalul lucrării este realizat în tonalități de verde și galben. Semnat stânga sus, cu verde: „Yor”. | Muzeul Municipal Râmnicu Sărat, Râmnicu Vâlcea | Cimec    |
|      | Natură statică cu fructieră Autor: Michăilescu, Corneliu         | Dimensiuni: 46,5x56 cm Material: ulei pe carton                                            | Pe o tavă roșie se găsește o fructieră albă în care sunt așezate câteva pere. Lângă ea, într-un castron, tot alb, se află o pară verde și câteva prune. Pe tavă mai sunt răspândite alte prune și două pere. Toate acestea se decupează pe o draperie albastră, în spatele căreia se vede un colț dintr-un tablou. Semnat stânga jos, în monogramă, cu negru: „C.M.”. | Muzeul Municipal Râmnicu Sărat, Râmnicu Vâlcea | Cimec    |
|      | Flăcău din Ardeal Autor: Iorgulescu-Yor, Petre                   | Dimensiuni: 35x29,5 cm Material: ulei pe carton                                            | Deși peisagist prin excelență, Yor s-a remarcat și prin portrete. Pictura surprinde chipul unui bărbat tânăr, cu trăsături puternice, îmbrăcat în costum specific ardelenesc, purtând pe cap o pălăriuță neagră cu flori roșii. Fundalul pe care se proiectează imaginea tânărului, este realizat în tonuri de verde și galben. Semnat dreapta jos, pe mijloc, cu verde: „Yor”. | Muzeul Municipal Râmnicu Sărat, Râmnicu Vâlcea | Cimec    |
|      | Anastasie Dedulescu vel paharnic                                 | Datare: 1837 Școală: Tăttărăscu, Gheorghe Dimensiuni: 82,0x68,0 cm Material: ulei pe pânză | Portretul unui boier cu mustață îmbrăcat într-un caftan de culoare închisă purtând pe cap o tichie de culoare roșu-negru. Mâna dreaptă o ține îndoită la piept peste un brâu lat. Pe sub caftan se vede un lanț atârnat de gât. Pe degetul mic al mâinii drepte poartă un inel de culoare roșie. Nesemnat și nedatat. | Muzeul Județean Buzău, Buzău                   | Cimec    |

## Fond
| Foto | Informații generale                                  | Detalii tehnice                                                 | Descriere | Deținător                                      | Legături |
| ---- | ---------------------------------------------------- | --------------------------------------------------------------- | --- | ---------------------------------------------- | -------- |
|      | Peisaj din Balcic Autor: Iorgulescu-Yor, Petre       | Dimensiuni: 49x58,5 cm Material: ulei pe carton                 | În această lucrare artistul adoptă o perspectivă care se apropie prin efect, dar nu și prin tehnică, de cea plonjantă: pictorul apropie planul îndepărtat (golful) redat în tonalități albastre, căruia îi acordă optic aceeași greutate ca prim-planului cu dealurile ce străjuiesc marea, realizate în tonuri de verde. Semnat dreapta jos, cu alb: „Yor”.                                                    | Muzeul Municipal Râmnicu Sărat, Râmnicu Vâlcea | Cimec    |
|      | La treierat Autor: Iorgulescu-Yor, Petre             | Dimensiuni: 38x45 cm Material: ulei pe carton                   | Scenă din munca câmpului (treieratul). Compoziția este structurată în două planuri: în cel apropiat se găsește un cal, iar în cel secund o treierătoare pe care se află mai multe personaje: o femeie și doi bărbați. În partea dreaptă mai distingem un bărbat așezat. Cromatica dominată de tonuri de galben și brunuri sugerează o zi însorită de vară. Semnat dreapta jos, cu negru: „P. Iorgulescu-Yor”.   | Muzeul Municipal Râmnicu Sărat, Râmnicu Vâlcea | Cimec    |
|      | Țărănci țesând la război Autor: Maxy, Hermann Max    | Dimensiuni: 65,1x81,2 cm Material: ulei pe pânză                | Interior de casă țărănească. În planul apropiat este o femeie care țese la război, iar în dreapta se află o altă femeie care coase. Ambele sunt îmbrăcate în costume populare. În spatele lor se zărește un blidar în care sunt așezate câteva vase diferit colorate. De asemenea, în stânga lucrării se mai vede un colț de fereastră, prin care se distinge o biserică. Semnat dreapta jos, cu negru: „Maxy”. | Muzeul Municipal Râmnicu Sărat, Râmnicu Vâlcea | Cimec    |
|      | Peisaj Autor: Ressu, Camil                           | Dimensiuni: 49,8x60,5 cm Material: ulei pe carton               | Peisaj rural străbătut de un drum cotit. În partea dreaptă a acestuia se găsesc mai multe case care se zăresc printre pâlcuri de copaci. În partea stângă, în prim plan se află o casă singuratică, iar în fundal se distinge marginea unei păduri. Nesemnat. | Muzeul Municipal Râmnicu Sărat, Râmnicu Vâlcea | Cimec    |
|      | Portret de țigancă Autor: Steriadi, Jean Alexandru   | Datare: 1949 Dimensiuni: 42,5x32,2 cm Material: ulei pe carton  | Portretul unei țigănci cu basma galbenă și cu bluză albastră. Capul este ușor înclinat spre dreapta, iar privirea este ațintită în jos. Figura se proiectează pe un fundal neutru. Semnat și datat dreapta jos, cu brun: „Jean Al. Steriadi, 1949”. | Muzeul Municipal Râmnicu Sărat, Râmnicu Vâlcea | Cimec    |
|      | Portret de bătrân Autor: Theodorescu-Sion, Ion       | Dimensiuni: 60x50 cm Material: ulei pe carton                   | Portretul unui bătrân cu barbă albă, cu pălărie pe cap și cu un toiag în mâini. Bătrânul este așezat, iar în spatele lui se zăresc câteva construcții și un copac. Semnat dreapta jos, cu negru: „Theodorescu Sion”. Pe verso, însemnare autografă, cu albastru: Pour „les prisoniers francais, Theodorescu Sion”.                                                                                              | Muzeul Municipal Râmnicu Sărat, Râmnicu Vâlcea | Cimec    |
|      | Treieriș la Răducești (Treer) Autor: Popescu, Ștefan | Dimensiuni: 50x65 cm Material: ulei pe carton                   | Scenă din munca câmpului: secerișul. În prim plan se găsesc două treierătoare, în jurul cărora se află mai multe personaje. În partea stângă se mai distinge o căruță cu boi, iar în cea dreaptă o femeie cu fustă roșie șezând lângă doi boi. În planul drpărtat al lucrării se zărește marginea unei păduri. Cerul este redat în tonalități de albastru și roz. Semnat stânga jos, cu negru: „St. Popescu”.   | Muzeul Municipal Râmnicu Sărat, Râmnicu Vâlcea | Cimec    |
|      | Case din Răducești Autor: Popescu, Ștefan            | Dimensiuni: 50x64,5 cm Material: ulei pe pânză lipită pe carton | Peisaj de țară. În prim plan se zăresc două case cu ziduri alb-gălbui, cu acoperișuri negre, înconjurate de garduri. În spatele lor, printre copaci se mai distinge o casă cu pridvor. În fundal se văd dealuri înalte, împădurite. Cromatica, dominată de tonalități de brunuri, ocruri și verde, sugerează o zi de toamnă. Semnat stânga jos, cu brun: „St. Popescu”.                                         | Muzeul Municipal Râmnicu Sărat, Râmnicu Vâlcea | Cimec    |
|      | Moară de vânt Autor: Iorgulescu-Yor, Petre           | Dimensiuni: 44,5x37,5 cm Material: ulei pe carton               | În mijlocul unui câmp verde se detașează pe cerul albastru o moară de vânt de lemn, având baza din piatră. Moara, cu intrarea în partea de jos și cu un balconaș stânga sus, este văzută din spate. Jos, în partea dreaptă a compoziției se profilează silueta unui copac. Semnat dreapta sus, cu negru: „P. Iorgulescu-Yor”.                                                                                   | Muzeul Municipal Râmnicu Sărat, Râmnicu Vâlcea | Cimec    |
|      | Muncă în port Autor: Iorgulescu-Yor, Petre           | Dimensiuni: 76,9x64 cm Material: ulei pe carton                 | Un vapor vechi, cu mai multe catarge, ancorat în port. Pe puntea acestuia se vede un personaj. În partea dreaptă, pe chei se află un marinar care împinge un cărucior. În stânga, lipită de vapor este o barcă. În fundal se mai zăresc un vaporaș și câteva case de pe mal. Întreaga compoziție este scăldată într-o lumină albăstruie, violacee. Semnat dreapta jos, cu negru: „P. Iorgulescu-Yor”.           | Muzeul Municipal Râmnicu Sărat, Râmnicu Vâlcea | Cimec    |
|      | Bostănărie Autor: Popescu, Ștefan                    | Dimensiuni: 19x27,3 cm Material: ulei pe pânză                  | Pe marginea unui drum de țară se înșiră cinci bordeie acoperite cu paie, în spatele cărora se află bostănăria. Din ea răsar mai multe tulpini de floarea soarelui. În fața primei colibe se află doi țărani așezați. Cerul înnorat este redat în tonuri de alb și albastru. Semnat dreapta jos, cu brun: „St. Popescu”.                                                                                         | Muzeul Municipal Râmnicu Sărat, Râmnicu Vâlcea | Cimec    |
|      | Flori Autor: Iorgulescu-Yor, Petre                   | Dimensiuni: 27x23 cm Material: ulei pe carton                   | Buchet de flori roșii, galbene și albastre așezate într-un pahar de sticlă. Fundalul lucrării este albastru, iar suprafața pe care se află florile este realizată în tonalități de roșu, galben și verde. Semnat stânga jos, cu negru: „P. Iorgulescu-Yor”. | Muzeul Municipal Râmnicu Sărat, Râmnicu Vâlcea | Cimec    |
|      | Peisaj pe Valea Râmnicului Autor: Popescu, Ștefan    | Datare: 1911 Dimensiuni: 70x100 cm Material: ulei pe carton     | Peisaj pe înserat. În prim plan se disting câțiva copaci, apoi în planul depărtat se zăresc mai multe rânduri de dealuri. Deasupra, cerul înnorat, în tonalități de brunuri și albastru, domină întreaga compoziție. Semnat și datat stânga jos, cu negru: „St. Popescu, 1911”. | Muzeul Municipal Râmnicu Sărat, Râmnicu Vâlcea | Cimec    |